# Libella (księgarnia)
Libella (Librairie Libella) – księgarnia sortymentowo-nakładowa założona 8 maja 1946 roku (otwarta w lutym 1947 roku) na Wyspie św. Ludwika w Paryżu przez Kazimierza Romanowicza (1916-2010), księgarza, w czasie wojny oficera II Korpusu (formalnie wspólnie z Józefem Czapskim i Antonim Józefem Zielickim), jako własność II Korpusu. Ceniony ośrodek kultury polskiej we Francji w latach 1946-1993.

## Historia i działalność
Początkowo, z braku dostatecznych funduszy, księgarnia była placówką wyłącznie sortymentową, zaopatrującą w książki i czasopisma Polonię zamieszkałą we Francji oraz poza jej granicami. W 1948 roku posiadała na składzie około 1,5-2 tys. tytułów różnych książek polskich. Pośrednicy i korespondenci firmy działali w Niemczech, Austrii, Belgii, Holandii, Argentynie i Kanadzie, a katalog wydawany był w nakładzie 15 tys. egz. W tymże 1948 roku Libella dopomogła w założeniu w Buenos Aires Składnicy Książki Polskiej. 
Obok Libelli, przejętej przez Romanowicza na własność, za zgodą gen. Władysława Andersa, w połowie lat 60. po spłaceniu zobowiązań na rzecz Polskiego Ośrodka Społeczno-Kulturalnego, na wyspie św. Ludwika działały założone przez K. Romanowicza: wytwórnia płyt gramofonowych Ballada-Pavillon-Records (1953- ok. 1965 – pieśni wojskowe, patriotyczne i przede wszystkim muzyka taneczna) i Galerie Lambert – galeria organizująca wystawy obrazów, grafiki, rzeźb (1959-1993). Nazwa pochodzi od pałacu Lambert, dawnej siedziby ks. Adama Czartoryskiego i ważnego ośrodka politycznego Wielkiej Emigracji. Księgarnia i galeria Romanowiczów mieściły się przy tej samej ulicy wyspie św. Ludwika, co pałac.
W latach 1947–1961, wykorzystując uprawnienia wydawnicze przysługujące wszystkim francuskim księgarniom Libella firmowała nakłady "Kultury" i książek założonego przez Jerzego Giedroycia Instytutu Literackiego (który jeszcze nie miał praw wydawniczych) oraz przyjaciół i osób prywatnych, m.in. Aleksandra Janty i Janusza Laskowskiego. Własną działalność wydawniczą zainaugurowała w 1956 roku powieścią "Baśka i Barbara" Zofii Romanowiczowej, która była jednocześnie głośnym debiutem młodej pisarki, żony właściciela księgarni. 
Do likwidacji księgarni w 1993 roku nakładem Libelli ukazało się 38 książek (35 tytułów) z zakresu historii, nauk społeczno-politycznych i przede wszystkim literatury pięknej wydanych głównie w dwóch umownych seriach: "literackiej" z okładkami według projektu Władysława R. Szomańskiego i "biało-czerwonej". W serii "literackiej" ukazały się m.in. "Obóz Wszystkich Świętych" Tadeusza Nowakowskiego (1957), "Losy pasierbów" Floriana Czarnyszewicza, z przedmową J. Czapskiego (1958), "Wypisy i studia z literatury francuskiej" Pierre-Georges Castex'a i Paula Surera (1960), "Wspomnienia rodzinne" Elena Croce (1966), "Ciemne świecidło" Aleksandra Wata (1968), "Europa w rodzinie" Marii Czapskiej (1970) "Sublokatorka" Hanny Krall (1985), "Kapitan" Jana Józefa Szczepańskiego (1985) oraz kolejne powieści Zofii Romanowiczowej: "Przejście przez Morze Czerwone" (1960), "Słońce dziesięciu linii" (1963), "Szklana kula" (1964) i "Łagodne oko błękitu" (1968).
W serii "biało-czerwonej" wydane zostały 4 pozycje z pogranicza literatury: "Kazania patriotyczne" ks. Jerzego Popiełuszki (1984), "Krzyż i kotwica" Krystyny Jagiełło (1987), "Braterstwo albo śmierć. Zabijanie Mickiewicza w Kole Bożym" Krzysztofa Rutkowskiego (1988), "Polski Hamlet. Kłopoty z działaniem" Jacka Trznadla (1988).
Pod auspicjami paryskiego Towarzystwa Historyczno-Literackiego Libella wydawała serię "Historia i Teraźniejszość", z charakterystyczną niebieską okładką według projektu Romana Cieślewicza, w której ramach ukazało się 17 tomów prac historycznych i historyczno-literackich m.in.: Marcina Króla "Style politycznego myślenia. Wokół Buntu Młodych i Polityki" (1979), Ryszarda Przybylskiego "Wdzięczny gość Boga. Esej o poezji Osipa Mandelsztama" (1980), Wojciecha Karpińskiego "W Central Parku" (1982), Stanisława Barańczaka "Czytelnik ubezwłasnowolniony. Perswazja w masowej kulturze literackiej PRL" (1983), Michała Komara "Zmęczenie" (1986), Aleksandra Fiuta "Moment wieczny. Poezja Czesława Miłosza" (1987) oraz Marka Zaleskiego "Mądremu biada? Szkice literackie" (1990).
Libella wydawała ponadto katalogi wystaw organizowanych w Galerie Lambert. 
Osobnym obszarem działalności były organizowane cyklicznie spotkania z pisarzami i promocje książek wydawanych i sprzedawanych w księgarni, m.in.: Czesławem Miłoszem, Gustawem Herlingiem-Grudziński, Olą Watową, Józefem Czapskim, Zbigniewem Herbertem. 
Libella zachowała czysto polski charakter księgarnia aż do końca istnienia. Gros jej sortymentu stanowiły wydawnictwa polskie (krajowe i emigracyjne) oraz francuskie polonica. W ostatnich latach sortyment Libelli oscylował w granicach 3 tys. tytułów książek. Drogą sprzedaży wysyłkowej Libella docierała do 40 krajów. Książki wydawane przez Libellę charakteryzują się wysokim poziomem edytorskich i technicznym. Były w dużej części wysyłane do Polski. 
Libella została zlikwidowana w grudniu 1993 roku. 
W grudniu 1994 roku, w Bibliotece Narodowej, otwarta została wystawa "Instytucja spełnionej nadziei. Paryska Libella i Galeria Lambert Zofii i Kazimierza Romanowiczów". W 1995 roku K. Romanowicz przekazał archiwum Libelli i Galerię Lambert Uniwersytetowi Mikołaja Kopernika w Toruniu. Archiwalia złożone zostały w Archiwum Emigracji. Większość księgozbioru Romanowiczowie przekazali szkołom: w Polsce oraz na Litwie, Białorusi i Ukrainie.  
W roku 1998 w Bibliotece Uniwersyteckiej w Toruniu zorganizowana została duża wystawa poświęcona księgarni oraz wydana książka "Libella. Galerie Lambert. Szkice i wspomnienia" pod redakcją i z opracowaniem Mirosława Adama Supruniuka.